# Privação
Privação, tal como a negação, é algo que não é. Todavia, diferentemente da negação, a privação é aquilo que não é mas deveria ter sido. Por exemplo, pedras e cegos não tem visão. Quando dizemos que as pedras não tem visão, estamos realizando uma simples negação. Mas quando dizemos que os cegos não tem visão, estamos realizando mais do que uma negação, pois estamos dizendo que certo ente não tem uma propriedade que deveria ter.
O conceito de privação é fundamental para a teodicéia. Ver:
- Platão, As Leis, Livro X.
- Santo Agostinho, O Livre-Arbítrio.
- Descartes, Meditações sobre filosofia primeira, "Quarta Meditação".

Spinoza se opõe ao conceito de privação. Para ele, não faz sentido falar em algo que deve ser, mas não é. 